# 2015年のドイツ
2015年のドイツ （2015ねんのドイツ）では、2015年のドイツに関する出来事について記述する。

## できごと

### 2月
- 2月5日-15日 - 第65回ベルリン国際映画祭。金熊賞はジャファール・パナヒ監督の『Taxi』が受賞。

### 6月
- 6月7日-8日 - バイエルン州エルマウ城で第41回先進国首脳会議。クリミア危機の影響で前回に引き続きロシアを除くG7の枠組みで開催。ドイツからはアンゲラ・メルケル首相が出席。